# Amphiura amokurae
Amphiura amokurae är en ormstjärneart som beskrevs av Ole Theodor Jensen Mortensen 1924. Amphiura amokurae ingår i släktet Amphiura och familjen trådormstjärnor. Inga underarter finns listade i Catalogue of Life.